# Les Visions du chevalier Tondal du Getty
Les Visions du chevalier Tondal est un manuscrit écrit par David Aubert et enluminé par Simon Marmion. Il s'agit d'une traduction en français de la Visio Tnugdali écrit par Marcus, un moine irlandais du XIIe siècle. Cet ouvrage, le seul manuscrit enluminé de ce texte, contient 20 miniatures. Il est actuellement conservé au J. Paul Getty Museum de Los Angeles.

## Historique
Le manuscrit est commandé par Marguerite d'York, troisième épouse de Charles le Téméraire, duc de Bourgogne. Il fait partie d'une ensemble de textes visionnaires commandé par la duchesse à l'écrivain et traducteur David Aubert. Il a d'ailleurs longtemps été relié avec un autre texte écrit par le même auteur, La Vision de l'âme de Guy de Thurno (Getty, Ms.31). Il a aussi sans doute été relié un temps avec un autre livre de la duchesse, une Vie de sainte Catherine écrite par Jean Miélot. Le colophon du manuscrit indique qu'il a été achevé en mars 1475. Chaque page présentant une miniature contient dans sa marge les lettres « CM » pour Charles et Marguerite, ainsi que sa devise, « Bien en adviengne »,. 
La trace du manuscrit se retrouve au XIXe siècle : il est en possession en 1853 de Charles-Alexandre de Ganay (en) (1803-1881). Sa collection est vendue à Drouot à sa mort en 1881 et le manuscrit acquis par le comte de Lignerolles. Après la vente de la collection de ce dernier en 1894, il passe successivement entre les mains du baron Vitta puis du baron de Brouwer. Ce dernier le vend à l'historien de l'art américain Philip Hofer en 1951. Le J.Paul Getty Museum l'acquiert d'un collectionneur privé américain en 1987.

## Description

### Le texte
Le texte n'est pas une traduction littérale du texte original de Marcus, écrit vers 1149, mais une adaptation au goût du XVe siècle. Certaines précisions proprement irlandaises sont omises et d'autres détails sont ajoutés : il désigne par exemple explicitement le purgatoire alors qu'il s'agit d'une notion implicite chez Marcus. L'histoire raconte la vision du noble Tondal, chevalier originaire de Cashel en Irlande. Ce dernier, tombé dans le coma, a la vision de l'au-delà, décrivant successivement le purgatoire, l'enfer et le paradis.

### Les miniatures
Les miniatures illustrant le manuscrit sont au nombre de 20, 15 occupant la largeur de deux colonnes, et 5 une seule. Elles sont attribuées à Simon Marmion, un peintre originaire d'Amiens, actif à Valenciennes et à Tournai, qui répond à de nombreuses commandes du duc et de sa cour. L'iconographie suit strictement le texte de David Aubert, avec ses ajouts et ses écarts par rapport au texte de Marcus. Il privilégie les couleurs vives pour représenter les lieux infernaux contrastant avec les teintes pastel qu'il utilise habituellement. 

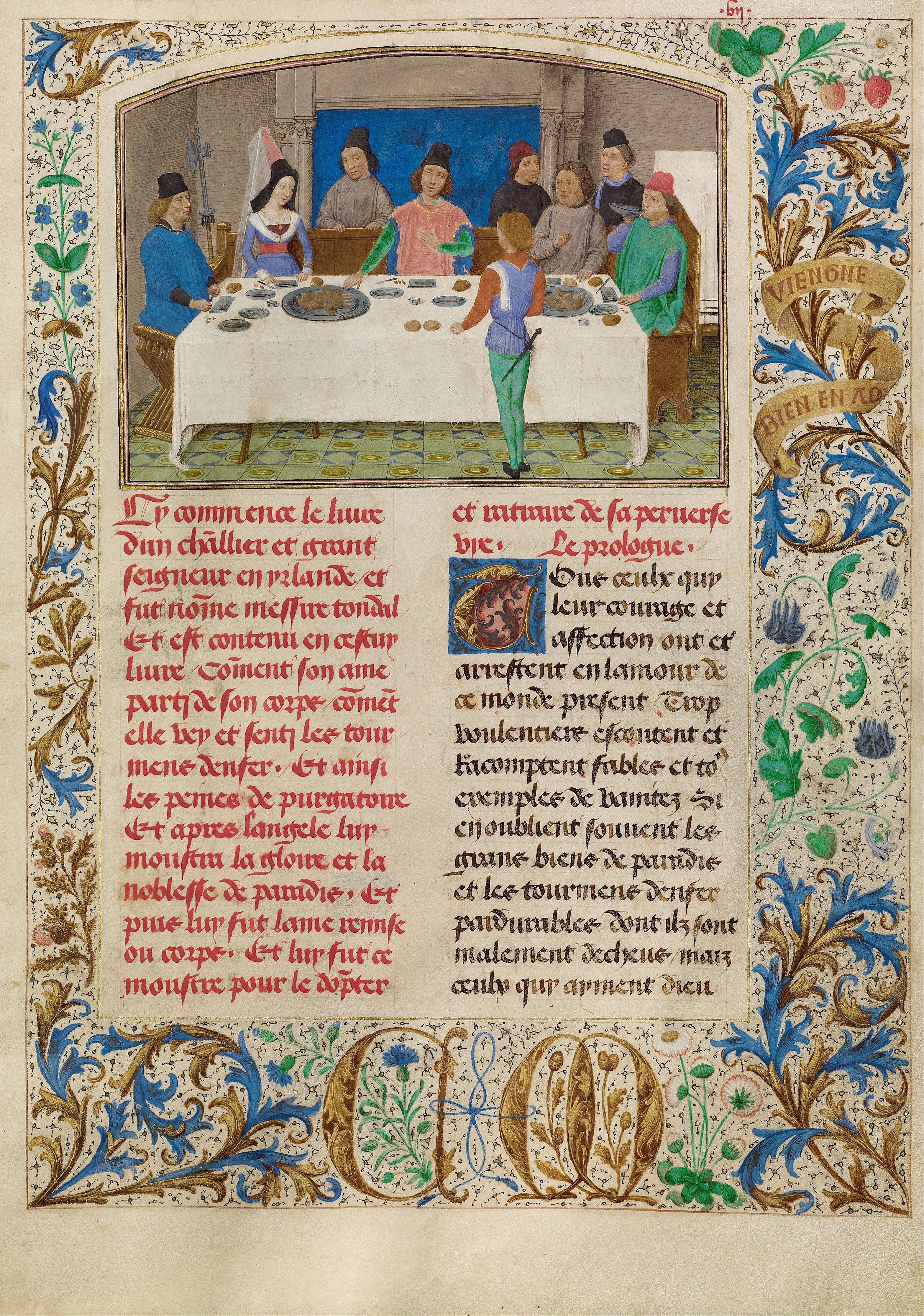
Tondal pris d'une attaque au cours d'un repas, f.7
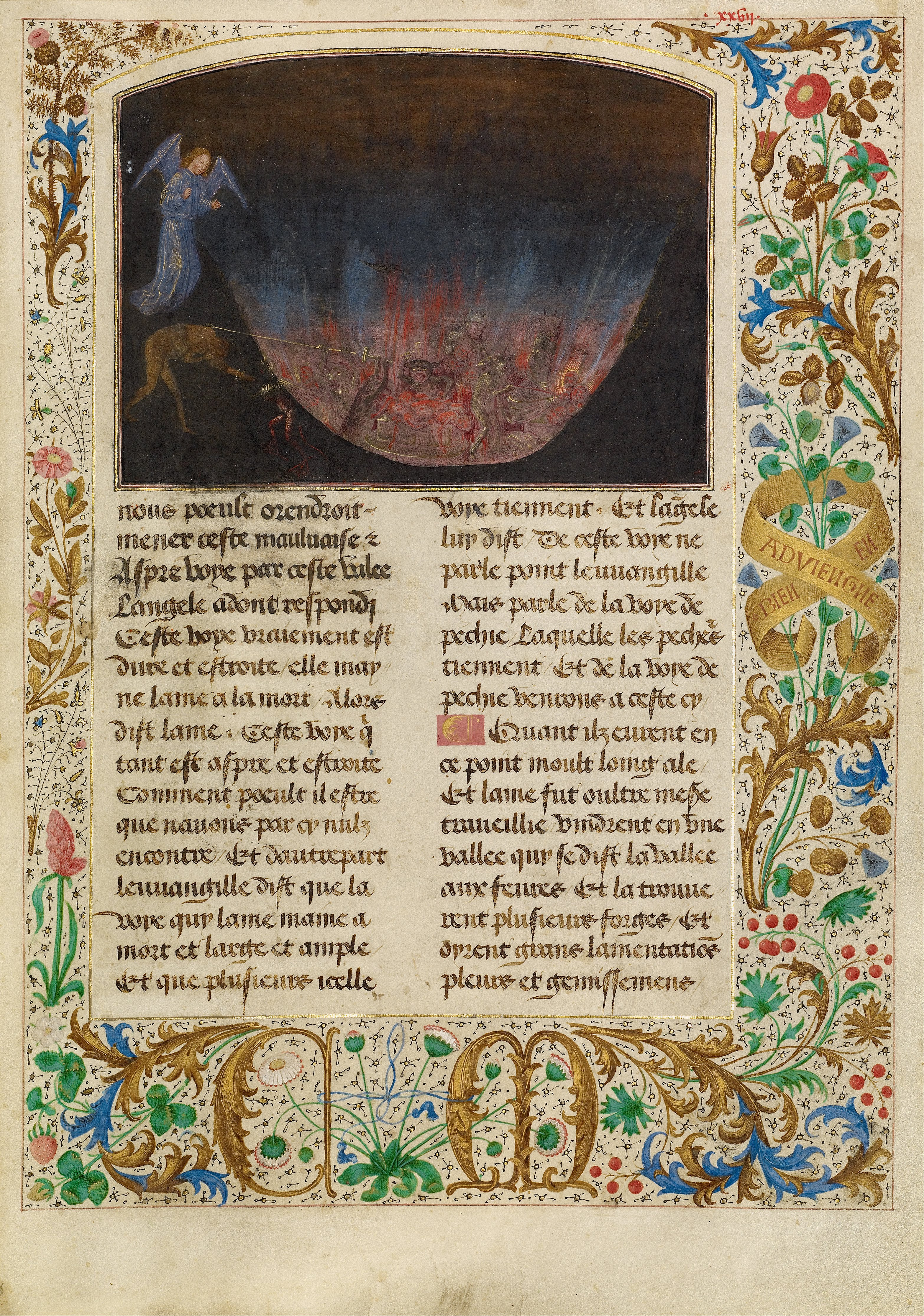
La Forge de Vulcain, f.27
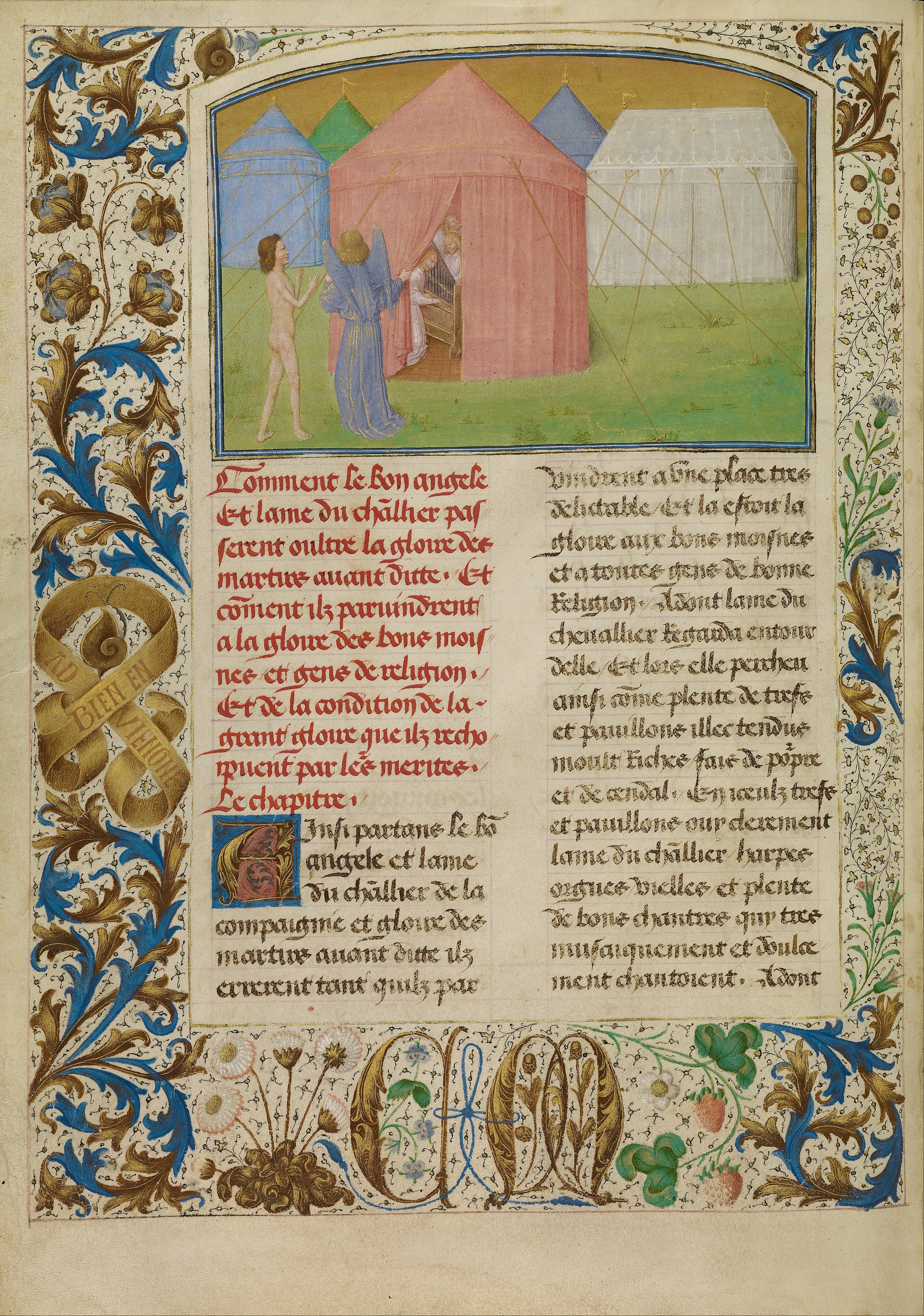
La gloire des bons moines et bonnes nonnes au paradis, f.39v